# Уаза (река)
Уа́за (фр. Oise [waz]) — река в Бельгии и во Франции, правый приток Сены. Длина — 302 км. Общая площадь бассейна — 17 тыс. км². Соединена системой каналов с такими реками, как Мёз, Сомма, Шельда. С бассейном реки Сансе соединена Северным каналом.
Уаза берёт начало в бельгийской провинции Эно, в западных отрогах Арденнских гор, далее течёт на юго-запад по территории Франции (департаменты Эна, Уаза, Сена и Уаза, Ивелин), впадает в Сену у Конфлан-Сент-Онорин (департамент Ивелин, в 30 км ниже Парижа.
На реке расположены города Компьень, Крей и Понтуаз (Франция).
Средний расход воды — 110 м³/с.

### Гидрография
Протекая по территории нескольких департаментов, река связывает бассейн Сены с сетью каналов севера и востока. Из каналов, расположенных вверх по течению от Компьеня, крупнейшими являются Северный и Боковой каналы Уазы.

## Основные притоки
Правые
- Науарьё
- Диветт

Левые
- Глан
- Тон
- Сер